# Kapuzinerberg (Krefeld)
Der Kapuzinerberg ist mit 77 m ü. NN die zweithöchste Erhebung Krefelds.  Es handelt sich um eine ehemalige Deponie, die am 20. Juni 2004 nach Sanierung in einer Feierstunde für die Öffentlichkeit freigegeben wurde. Auf der Spitze ist ein Gipfelkreuz angebracht.